# Tyler Hemming
Tyler Hemming (ur. 9 maja 1985 w London) – kanadyjski piłkarz występujący na pozycji pomocnika. Zawodnik klubu Forest City London.

## Kariera klubowa
Hemming karierę rozpoczynał w 2003 roku w drużynie Hartwick Hawks z amerykańskiej uczelni Hartwick College. Grał tam do 2006 roku. W międzyczasie, w latach 2005–2006 występował w zespole Ottawa Fury z USL Premier Development League. W 2007 roku trafił do Toronto FC z MLS. Zadebiutował tam 5 października 2007 roku w wygranym 2:1 pojedynku z New England Revolution. W barwach Toronto zagrał łącznie 7 razy.
W trakcie sezonu 2008 Hemming odszedł do fińskiego klubu Tampere United. W Veikkauliidze pierwszy mecz zaliczył 13 września 2008 roku przeciwko FC KooTeePee (3:1). Do końca sezonu 2008 dla Tampere rozegrał 4 spotkania. W 2009 roku odszedł do amerykańskiego Charleston Battery z USL First Division. Spędził tam sezon 2009. W następnym grał w zespołach USSF Division 2 Professional League, Montrealu Impact oraz Austin Aztex FC.
W 2011 roku Hemming został graczem klubu Forest City London z USL Premier Development League.

## Kariera reprezentacyjna
W reprezentacji Kanady Hemming zadebiutował 30 maja 2009 roku w wygranym 1:0 towarzyskim meczu z Cyprem.